# Municipio de Glenwood (Carolina del Norte)
El municipio de Glenwood (en inglés: Glenwood Township) es un municipio ubicado en el  condado de McDowell en el estado estadounidense de Carolina del Norte. En el año 2010 tenía una población de 2.814 habitantes.

## Geografía
El municipio de Glenwood se encuentra ubicado en las coordenadas 35°35′31.45″N 81°59′5.38″O / 35.5920694, -81.9848278.